# Morbikon
Morbikon ist eine Extreme-Metal-Band, die von Musikern aus den Vereinigten Staaten und aus Finnland im Jahr 2020 gegründet wurde.

## Geschichte
Im Bandprojekt Morbikon fanden sich Mitglieder der weiterhin bestehenden Bands Municipal Waste (Philip „Landphil“ Hall, Dave Witte) und Finntroll (Mathias „Vreth“ Lillmåns) zusammen. Nach drei vorangegangenen Singles veröffentlichten sie im Oktober 2022 ihr erstes Album Ov Mournful Twilight auf dem kalifornischen Label Tankcrimes. Das Cover-Artwork des Albums stammt von Par Oloffsson.

## Stil
Entsprechend der Ausrichtung der Bands, in denen die Musiker normalerweise mitwirken, nimmt auch Morbikon Einflüsse verschiedener Richtungen des Heavy Metal (darunter Thrash Metal, Black Metal) sowie des Hardcore Punk auf. Ihr musikalischer Stil wurde bei Erscheinen des ersten Albums als „Melodic Black Metal“ beschrieben; als wichtige Einflüsse wurden „the second wave of Black Metal and Melodic Death Metal scenes of 1990s Scandinavia“ genannt.

## Diskografie
Alben
- 2022: Ov Mournful Twilight

Singles
- 2022: Universal Funeral
- 2022: Cursed to March on Shattered Limbs
- 2022: Deaththirst